# Vojenská intervence v Jemenu
Vojenská intervence v Jemenu je probíhající mezinárodní vojenská intervence, vedená Saúdskou Arábií, proti hútíjskému povstání v Jemenu. Byla zahájena 26. března 2015 a dosud trvá. Saúdskoarabské kódové označení vojenských akcí zní operace Decisive Storm (od 26. března do 21. dubna 2015 – tj. 3 týdny a 6 dní) a Restoring Hope (od 22. dubna 2015 do současnosti). Intervence je často vnímána jako pokračování mocenského souboje mezi sunnitskou Saúdskou Arábií a šíitským Íránem v oblasti Středního východu.

## Pozadí
V lednu 2015 donutili šíitští Hútíové, kteří obsadili hlavní město Saná, k rezignaci jemenského prezidenta Abd Rabúa Hádího a jemenskou vládu. Na prezidenta bylo uvaleno domácí vězení, parlament rozpuštěn a nahrazen pětičlennou tzv. prezidentskou radou. Hádímu se podařilo uprchnout do Adenu, kde zorganizoval odpor zčásti jemu věrné armády. Avšak Hútíové s podporou bývalého prezidenta Alího Sáliha a jeho stoupenců postupovali na Aden. V této chvíli požádal Hádí mezinárodní společenství o vojenskou intervenci. Saúdská Arábie bojuje na straně oficiální vlády Mansúra Hádího, Írán podporuje hútíjské rebely.

## Geografie
Dle vyjádření zástupce koalice přispělo k rozhodnutí provést intervenci také údajné přemístění části odpalovačů raket Scud, které má jemenská armáda ve výzbroji a kterých se chopili Hútíové, do oblasti severního Jemenu, odkud měly ohrožovat jih Saúdské Arábie.

## Intervenční síly
Saúdská Arábie na začátku operace vyčlenila 150 000 vojáků a 100 letounů. Do leteckých útoků se zapojily i stroje z Jordánska. Podporu a ochotu se zapojit projevily Egypt, Maroko, Súdán a Pákistán. Spojené státy americké se rozhodly poskytnout logistickou a výzvědnou pomoc, avšak nehodlají se zapojit do přímých bojů.

## Průběh
Vlastní intervence byla zahájena v noci z 25. na 26. března 2015 leteckými útoky vůči pozicím povstalců. Dle prohlášení saúdskoarabské tiskové agentury zaútočily saúdskoarabské stroje na leteckou základnu al-Dailami, kde zničily protileteckou obranu a 4 povstalecké letouny. V prvních dnech operace si měla koalice vydobýt vzdušnou nadvládu nad Jemenem. Dne 27. března se do akce měly zapojit i letouny Spojených arabských emirátů. V pátek 27. března mělo dojít k bombardování tří základen v provincii Marib a také kmenové území Hútíů na severu země. I přes nálety obsadili Hútíové týž den přístav Šukra a pronikli tak k Arabskému moři. Pokračovaly také boje u Adenu, kde měli povstalci zaútočit na místní letiště. V pátek také zachránily americké ozbrojené síly dva saúdskoarabské piloty z Adenského zálivu. Saúdskoarabské námořnictvo také provedlo evakuaci několika desítek zahraničních diplomatů z Adenu do rudomořského přístavu Džidda. V sobotu 28. března došlo k náletu na hútíjský konvoj s obrněnou technikou a nákladními vozidly mířící z Šukry na Aden.
Saúdové zahájili svoji intervenci v Jemenu na jaře 2015 společně s koalicí dalších zemí včetně Spojených arabských emirátů, Kuvajtu, Bahrajnu, ale třeba také Súdánu. V noci na pátek 25. srpna 2017 došlo k náletu na jemenskou metropoli Saná. Nálet, který zasáhl dva domy na jižním předměstí Saná, podnikla letadla koalice vedené Saúdskou Arábií, která jemenské vládě pomáhá v boji proti šíitským povstalcům. Arabská koalice přiznala, že zasáhla civilisty. Údaje o počtu obětí se liší: agentura Reuters v pátek psala o nejméně 12 mrtvých civilistech, včetně 6 dětí, zatímco agentura AFP o 14 mrtvých, včetně pěti dětí, sourozenců z jedné rodiny. V červnu 2018 zahájila koalice vedená Saúdskou Arábií útok na jemenský přístav Hudajda.
20. dubna 2016 generální shromáždění bezpečnostního sněmu OSN ve zprávě zahrnující období ledna až prosince 2015 „(…) potvrdila šestinásobný vzrůst v počtu zabitých a zmrzačených dětí v porovnání z roku 2014, celkem s 1953 dětskými oběťmi (785 zabitých, 1168 zraněných) z toho více než 70 % chlapců a 60 % (tj. 510 zabití a 667 zranění) připadalo na koalici vedenou Saúdskou Arábií.“
8. října 2016 letecké nálety Saúdy vedenou koalicí zabily 140 zranily 500 lidí – jeden z nejkrvavějších dnů války. Ve stejné době se Spojené království snažilo vyjednat se Saúdskou Arábií lukrativní smlouvu na dodávky zbraní.
2. srpna 2018 přinesly The New York Times zprávu, že nejméně 30 civilistů bylo zabito Saúdy vedenou aliancí při leteckém náletu v jemenském Hudaydahu. 9. srpna 2018 další letecký útok v Dahyanu zasáhl školní autobus a zavinil smrt 51 lidí, včetně školou povinných dětí, dalších 79 lidí utrpělo zranění.
10. března 2021 propukl v uprchlickém táboře, vzniklém hlavně kvůli konfliktu, ve městě Saná požár. Vyžádal si 80 obětí, včetně dětí.

## Západní podpora
Administrativa Baracka Obamy čelila kritice ze strany některých médií za politickou a logistickou podporu vojenské intervence v Jemenu, při které došlo k útokům na civilisty a k dalším válečným zločinům ze strany arabské koalice vedené Saúdy. Náměstek ministra zahraničí Antony Blinken prohlásil, že Spojené státy vytvořily společné operační centrum v Rijádu, jehož cílem je koordinace a podpora vojenských operací v Jemenu. Obamova vláda byla také kritizována, že schválila prodej amerických zbraní do Saúdské Arábie v celkové hodnotě 110 miliard dolarů. V podpoře saúdské vojenské intervence pokračovala i administrativa Donalda Trumpa. Například americká společnost Texetron Corporation prodala Saúdské Arábii se souhlasem americké vlády 1300 kazetových pum za 641 milionů dolarů.
Také britská vláda podpořila vojenskou intervenci v Jemenu a Velká Británie patří mezi největší vývozce zbraní do Saúdské Arábie, vláda premiérky Mayové proto čelila kritice, že se nepřímo podílí na páchání válečných zločinů a na smrti jemenských civilistů. Britský ministr zahraniční Boris Johnson v září 2016 na půdě OSN zablokoval vyšetřování válečných zločinů Saúdské Arábie v Jemenu ze strany nezávislé vyšetřovací komise OSN.
Vývoz zbraní do Saúdské Arábie při návštěvě v Rijádu dojednala také německá kancléřka Angela Merkelová. V dubnu 2018 na tiskové konferenci se saúdským korunním princem Muhammadem bin Salmánem obhajoval podporu Saúdské Arábie a prodej francouzských zbraní prezident Emmanuel Macron.
Zbraně dodává válčícím stranám v Jemenu také Česká republika. Podle Amnesty International armáda Spojených arabských emirátů „dostává od západních států a jiných zemí dodávky zbraní v miliardové výši, které obratem posílá milicím do Jemenu, jež prokazatelně páchají válečné zločiny.“ Některé západní zbraně používá teroristická organizace al-Káida na Arabském poloostrově, která v saúdskoarabské koalici bojuje proti jemenským šíitům.

## Humanitární situace
V důsledku vojenského konfliktu a blokády ze strany Saúdské Arábie postihl Jemen hladomor, který si v roce 2017 vyžádal životy více než 50 000 dětí. Mezi lety 2015 a 2018 zaznamenala OSN okolo 85 000 dětí, které zemřely hlady. V listopadu 2017 bylo v Jemenu 3,3 milionu podvyživených dětí. Jemen také zasáhla epidemie cholery, kterou se nakazilo přes milion lidí. Podle údajů Yemen Data Project od března 2015 do září 2017 bombardovala Saúdy vedená koalice 356krát farmy, 174krát tržiště a 61krát skladiště jídla. Cíle sloužící k distribuci jídla byly zasaženy téměř 600krát.
Boje v Jemenu si vyžádaly téměř 400 000 obětí, většinou z řad civilního obyvatelstva. Mnoho lidí přišlo o život při leteckých náletech Saúdy vedené koalice. Například v září 2015 zahynulo při náletu přes 130 svatebčanů, v říjnu 2016 při leteckém útoku na pohřeb v Saná zahynulo přes 140 smutečních hostů, v dubnu 2018 při leteckém náletu na svatbu zahynulo přes 40 lidí, v srpnu 2018 zemřelo při saúdském útoku na školní autobus nejméně 40 jemenských dětí.
Nejméně 130 zdravotnických zařízení v Jemenu bylo zničeno při náletech, které uskutečnila Saúdy vedená koalice. Například 2. srpna 2018 bylo při saúdském útoku na nemocnici a rybí trh ve městě Hudajda zabito nejméně 55 lidí.

## Al-Kajda
Od roku 2015 uzavírá Saúdská Arábie dohody s bojovníky al-Kajdy, kterým platí, aby na straně vládního vojska bojovali proti hútíjským povstalcům. Některé dohody umožnily bojovníkům al-Kajdy opustit území i s výzbrojí a bojovou technikou. Podle AP analytika Michaela Hortona: „Někteří z americké armády dobře vědí, že podporou koalice v Jemenu pomáhají i tamní odnoži al-Kajdy. Ale podpora SAE a Saúdské Arábie proti tomu, co USA vidí jako íránský expanzionismus, má přednost před bojem proti al-Kajdě.“

## Mezinárodní ohlasy
- Íránští představitelé odsoudili intervenci jako "agresi" a porušení mezinárodní práva a požadovali okamžité zastavení vojenských operací.[66]
- Vojenská intervence byla kritizována představiteli OSN a EU.[67][68]